# PZL.8
PZL.8 (PZL-8) – projekt szkolnego wodnosamolotu będący wodną wersją sportowego samolotu PZL.5, opracowywany w latach 1929–1932 w Państwowych Zakładach Lotniczych.

## Historia
Pod koniec lat 20. XX wieku polska Marynarka Wojenna zainteresowała się możliwością użycia wodnosamolotów bojowych. Jednym z projektów PZL mającym zaspokoić te oczekiwania był projekt wodnosamolotu szkolnego PZL.8. W opracowywaniu tej maszyny posłużono się wcześniej opracowanym samolotem szkolno-sportowym PZL.5. Ten jednosilnikowy dwupłatowiec wzbogacono o pływaki i po niewielkich poprawkach zaprezentowano marynarce jako PZL.8. Później opracowano zmodyfikowaną wersję, bardziej różniącą się od sportowego wzorca. Projekt nie wzbudził zainteresowania wojska i został zarzucony.

## Służba w lotnictwie
Samolot ten nigdy nie wyszedł poza fazę projektu i tym samym nigdy nie służył w lotnictwie.

## Opis techniczny
Drewniany, kryty płótnem dwupłatowiec ze stałym podwoziem, posadowionym na drewnianych pływakach. Samolot dwumiejscowy. Skrzydła wyposażone w lotki na dolnym płacie, składane do tyłu (po złożeniu skrzydeł szerokość płatowca wynosiła 1/3 rozpiętości). W końcówkach dolnego płata zaprojektowano komory powietrzne, dla ochrony przed wywróceniem podczas silnej bocznej fali.
Samolot przewidywano w dwóch wersjach: pierwszej wiernej z PZL.5 i drugiej ze zmienionymi sterem kierunku i pływakami oraz lepiej wyprofilowanym przodem kadłuba.

## Wersje
- PZL.8 – projekt wodnosamolotu szkolnego.